# Rock Bottom (álbum)
Rock Bottom es el segundo álbum de estudio del compositor inglés Robert Wyatt.

## Lista de canciones
| Side one |                                       |          |  |
| N.º      | Título                                | Duración |  |
| 1.       | «Sea Song»                            | 6:31     |  |
| 2.       | «A Last Straw»                        | 5:46     |  |
| 3.       | «Little Red Riding Hood Hit the Road» | 7:40     |  |

| Side two |                                      |          |  |
| N.º      | Título                               | Duración |  |
| 4.       | «Alifib»                             | 6:55     |  |
| 5.       | «Alifie»                             | 6:31     |  |
| 6.       | «Little Red Robin Hood Hit the Road» | 6:08     |  |